# Tommy Ingebrigtsen
Tommy Wiggen Ingebrigtsen, född 8 augusti 1977 i Trondheim, är en norsk tidigare backhoppare som tävlade för Byåsen IL och Trønderhopp.

## Karriär
Tommy Ingerigtsen blev världsmästare som sjuttonåring i stora backen i Thunder Bay 1995. Han fick smeknamnet "Tiger'n" av press och fans. Han blev tilldelad "Olavstatuetten" och "Morgenbladets gullmedalje" 1995.
Hans största framgångar kom i skidflygning. Ingebrigtsen satte världsrekord i Planica 1999 med 219,5 meter. I VM i skidflygning blev han fyra individuellt i Vikersund 2000 och femma i Planica 2004. I lagtävlingen i Planica vann han guld tillsammans med Bjørn Einar Romøren, Sigurd Pettersen och Roar Ljøkelsøy. Två år senare tog han igen VM-guld i skidflygning för lag, i Kulm. (Lars Bystøl hade fått plats i laget i stället för Sigurd Pettersen.) Ingebrigtsens enda OS-medalj kom i Olympiska spelen i Turin 2006. Där vann han en bronsmedalj i laghoppning.
Tommy Ingerigtsen har 12 säsonger i världscupen. Han kom som bäst på elfte plats, tre gånger, 1998/1999, 2000/2001 och 2003/2004. I tysk-österrikiska backhopparveckan kom han på tionde plats 2009/2010.
I norska mästerskapen har Ingebrigtsen vunnit nio guldmedaljer och tre silvermedaljer. Efter dåliga resultat under säsongen 2006/2007, valde han att avsluta backhoppskarriären 2007.

## Annat
Tommy Ingerigtsen är son till artisten Dag Ingebrigtsen och är själv musiker (bland annat som gitarrist i bandet "Draugmyr").